# Hans Wolfgang Hillers
Hans Wolfgang Hillers (* 22. April 1901 in Mönchengladbach; † 12. April 1952 in Düsseldorf) war ein deutscher Schriftsteller. Er war als Redakteur in Berlin ansässig. In den Dreißigerjahren lebte er zeitweise mit seiner Cousine Marta Hillers zusammen, der als „Anonyma“ bekannten Verfasserin von Eine Frau in Berlin. Hillers verfasste vorwiegend Theaterstücke sowie Drehbücher für Spielfilme der Ufa.

## Werke
- Julchen und Schinderhannes, Potsdam 1926
- Marizzebill oder So ist halt des Leben, Berlin 1926
- Der tolle Baron, Berlin 1927
- Mottentanz, Berlin 1927
- Die Hammelkomödie, Berlin 1935
- Reaktion über Deutschland, Berlin 1935
- Die 60 Thesen gegen das Elend der Literatur in Deutschland, Berlin 1935
- Ein Mädchen und ein Rebell, Berlin 1936
- Der Flurschütz von Wakefield, Dortmund [u. a.] 1938

## Filmdrehbücher
- Anschlag auf Baku (Deutschland 1940/41)
- Germanin – Die Geschichte einer kolonialen Tat (Deutschland 1942/43)